# Lynne Jewell
Lynne M. Jewell (* 26. November 1959 in Burbank) ist eine ehemalige US-amerikanische Seglerin.

## Erfolge
Lynne Jewell war zunächst in der Bootsklasse Laser Radial aktiv, in der sie 1980 in Kingston, 1983 in Gulfport und 1985 in Halmstad jeweils Vizeweltmeisterin wurde. Sie wechselte danach in die 470er Jolle und nahm an den Olympischen Spielen 1988 in Seoul teil. Sie erzielte gemeinsam mit Allison Jolly insgesamt 26,7 Punkte und belegte damit den ersten Platz vor dem schwedischen und dem sowjetischen Boot, womit die beiden Olympiasieger wurden. In den sieben Rennen der Regatta platzierten sie sich fünfmal auf dem Podium, davon zweimal auf dem ersten Rang.
Jolly machte 1981 einen Abschluss an der Boston University. Zwischenzeitlich war sie mit Bill Shore verheiratet, das Paar trennte sich jedoch wieder. An der Northeastern University absolvierte sie zu einem späteren Zeitpunkt ein Masterstudium in Pädagogik und erwarb einen Abschluss an der Rhode Island School of Design in Innenarchitektur. In letztem Gebiet wurde sie dann auch tätig.